# Benedetto Castelli

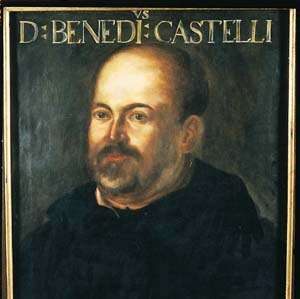
Benedetto Castelli

Benedetto Castelli (ur. 1557 w Brescii, zm. 1643 w Rzymie), matematyk, mechanik i astronom włoski.
Był opatem klasztoru Benedyktynów na Monte Cassino. Był profesorem matematyki na uniwersytecie w Pizie, potem w kolegium Sapienza w Rzymie.
Był uczniem Galileusza i obrońcą jego idei. Jako pierwszy użył helioskopu do obserwacji Słońca.
Największym jego dziełem jest "Della misura dell'acque correnti" wydane w 1638.